# Разбъркване
Статията по-долу се отнася предимно за разбъркването в течна среда. То е процес, който има най-често следните цели:
- смесване, хомогенизиране (напр. изравняване на концентрациите на две разтворими една в друга течности)
- емулгиране (две несмесваеми течности - напр. производство на майонеза, соево мляко)
- суспендиране (твърди частици в течност - напр. брашно във вода, пигменти в боя)

То може да се извършва ръчно или механизирано, с помощта на различни видове бъркачки. Разбъркаването е необходимо, за да се постигне по-равномерно протичане на процеса/реакцията, по-еднороден продукт, по-добър топло- и масообмен и др.

## В бита и лабораторията
- Миксер
- Монах-пивовар (вж. пивоварство)
- Стъклена бъркалка
- Магнитна бъркалка (вижда се образуването на „фуния“)

## В индустрията
Разбъркването се извършва най-често с механични бъркачки. Според вида на циркулацията те може да бъдат аксиални (флуидът се движи паралелно на оста на въртене на бъркачката) и радиални (движение перпендикулярно на оста). Познати са различни видове бъркачки: лопаткови, турбинни, витлови (пропелерни), котвовидни, рамкови, шнекови и др. Изборът им зависи от целта на процеса, свойствата на течността (вискозитет), вида на флуидите (газ-течност, твърдо -течност, течност-течност) и.т.н. Например за силно вискозни течности се предпочитат котвовидни бъркачки, витловите създават осева (аксиална) циркулация, което може да бъде предимство при разбъркването на суспензии, като напр. фино диспергиран твърд катализатор. Бъркалките може да са разположени централно или ексцентрично, скосено (под ъгъл спрямо оста на апарата) или странично. Интензивността на разбъркване може да се контролира чрез честотата на въртене на бъркалката, като режимът може да бъде ламинарен или турбулентен (при Reц > 10000, вж. критерий на Рейнолдс). Понякога, за да се предотврати образуването на „фунии“ при високи обороти, на стените на съда се поставят прегради, които освен това повишават и турболентността на потока. 
Бъркачките се изчисляват с помощта на критерия на Нютон Ne, който дава възможност да се определи необходимата мощност на двигателя.
- Реактор с бъркалка, задвижвана от електромотор
- Реактор с бъркалка
- Вътрешност на реактор с бъркалка
- Екстракционна колона с бъркачка

- аксиални (ляво) и радиални (дясно) бъркачки
- лопаткова бъркачка
- котвовидна бъркачка
- витлова (пропелерна) бъркачка
- турбинна бъркачка

Разбъркване може да се постигне и по други начини, напр. чрез пропускане на газ в течност (барботиране). Газоразпределителните устройства (барботьори) може да бъдат перфорирани или порьозни дискове, дюзи, пръстени и др. В т. нар. статични смесители вместо подвижни бъркалки са поставени прегради. При движението си (обикновено в тръбопровод) флуидният поток се разделя от преградите, завихря се и се смесва многократно. Предимство на статичните смесители е ниската им цена и лесната поддръжка, тъй като нямат подвижни части. Недостатък може да бъде падът на налягане на смесителя и невъзможността да се регулира интензивността на смесването.
- Статичен смесител 1
- Статичен смесител 2
- Смесител за двукомпонентно лепило